# Cambrin
Cambrin település Franciaországban, Pas-de-Calais megyében. Lakosainak száma 1250 fő (2022. január 1.). Cambrin Cuinchy, Noyelles-lès-Vermelles, Vermelles és Annequin községekkel határos.

## Népesség
A település népességének változása:
| Lakosok száma | 1024 | 1118 | 1203 | 1244 | 1236 | 1229 | 1221 | 1228 | 1250 |
|               | 2013 | 2015 | 2016 | 2017 | 2018 | 2019 | 2020 | 2021 | 2022 |